# ديفيد اندروز (لاعب كرة قدم أمريكية)
ديفيد اندروز (بالإنجليزية: David Andrews)‏ هو لاعب كرة قدم أمريكية أمريكي، ولد في 10 يوليو 1992 في جونز كريك في الولايات المتحدة.

## وصلات خارجية
- ديفيد اندروز على موقع مرجع كرة القدم المحترفة.كوم (الإنجليزية)